# Moszczanka (Prudnik)
Moszczanka (deutsch Langenbrück) ist ein Ort in der Gmina Prudnik im Powiat Prudnicki in der polnischen Woiwodschaft Oppeln.

## Geographie

### Geographische Lage
Das Waldhufendorf Moszczanka liegt im Süden der historischen Region Oberschlesien. Der Ort liegt etwa sechs Kilometer südwestlich des Gemeindesitzes und der Kreisstadt Prudnik und etwa 57 Kilometer südwestlich der Woiwodschaftshauptstadt Opole. Ca. drei Kilometer südlich des Ortes liegt die Grenze nach Tschechien.
Moszczanka liegt in der Nizina Śląska (Schlesische Tiefebene) innerhalb der Płaskowyż Głubczycki (Leobschützer Lößhügelland). Der Ort erstreckt sich beidseitig des Złoty Potok (Goldbach). Südwestlich des Orts erstreckt sich das Zuckmanteler Bergland (Góry Opawskie). Westlich des Ortes verläuft die Bahnstrecke Krnov–Głuchołazy.

### Ortsteil
Ortsteil von Moszczanka ist die Kolonie Moszczanka-Kolonia (Kolonie Langenbrück).

### Nachbarorte
Nachbarorte sind Dębowiec (Eichhäusel) und Wieszczyna (Neudeck) im Süden, Pokrzywna (Wildgrund) im Westen, Wierzbiec (Wackenau) im Norden und Łąka Prudnicka (Gräflich Wiese) im Osten.

## Geschichte

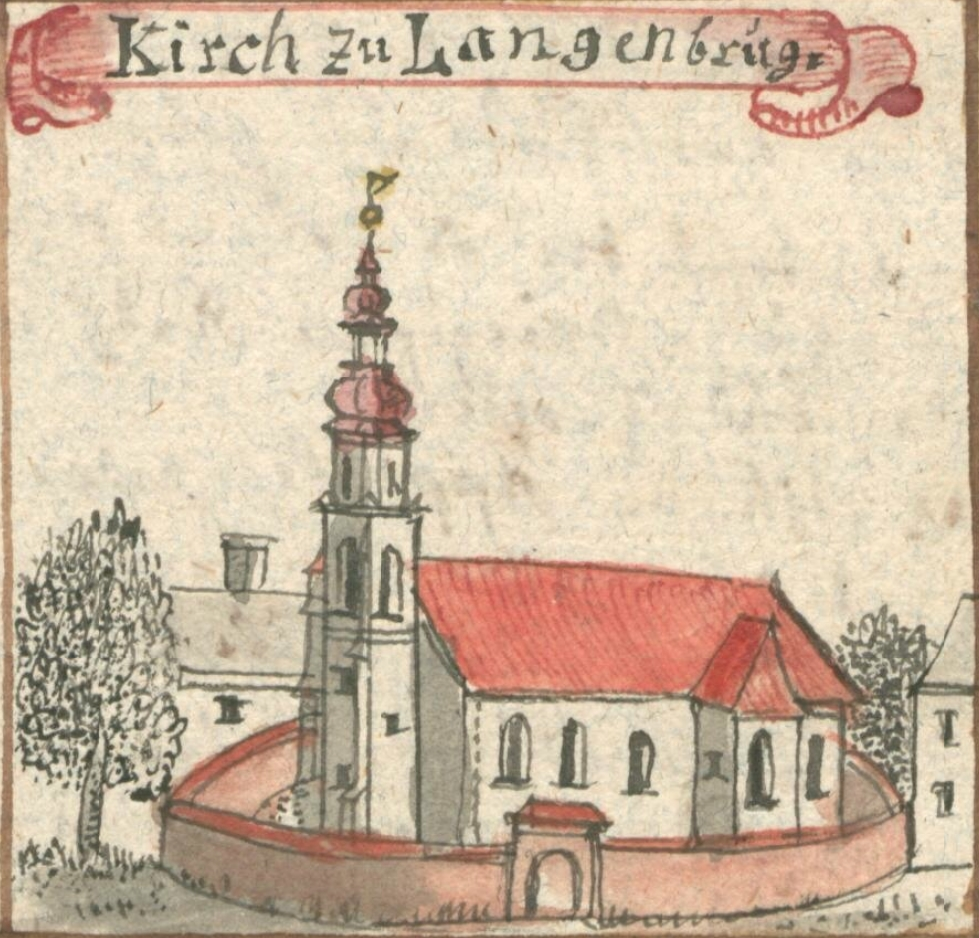
Kirche zu Langenbrück im 18. Jahrhundert – 1945 zerstört

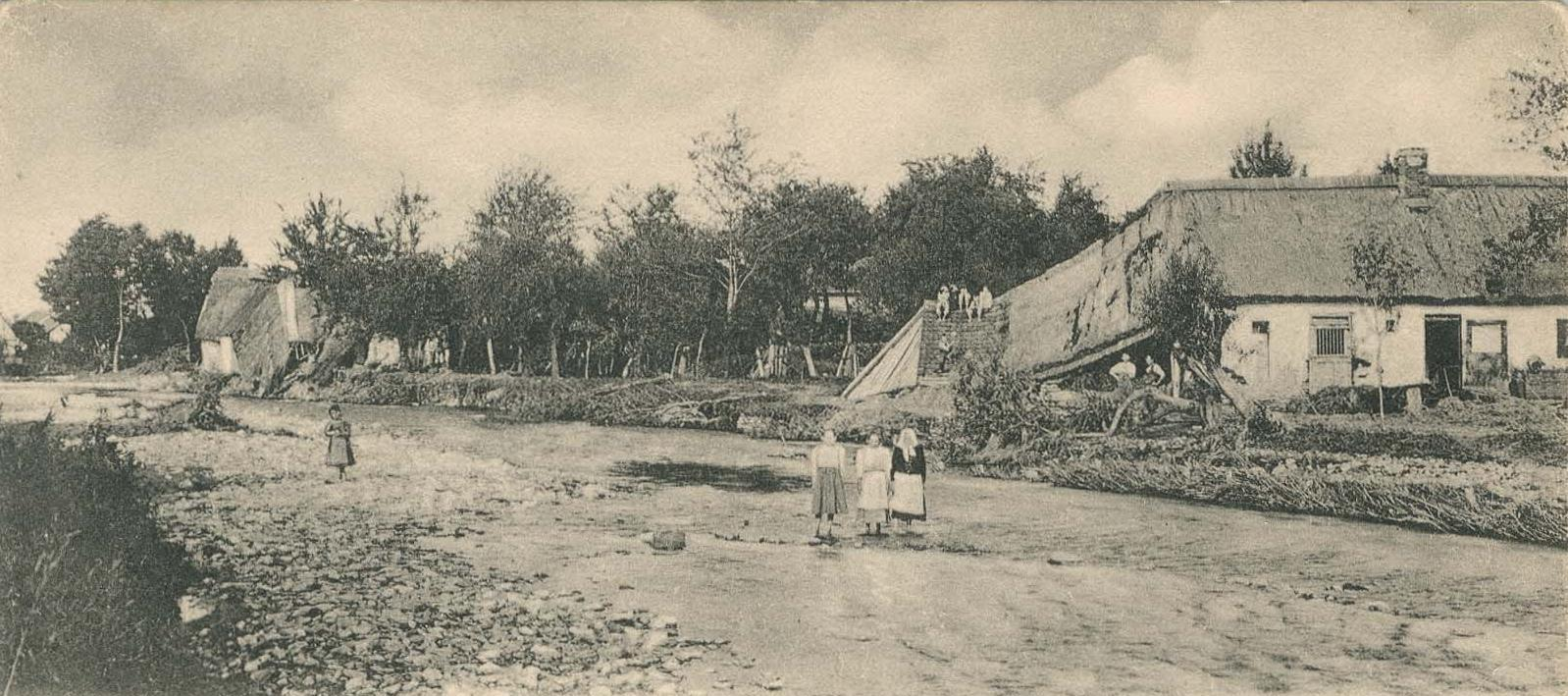
Hochwasser von 1903

Vom Hochwasser 1903 zerstörtes Eisenbahnviadukt

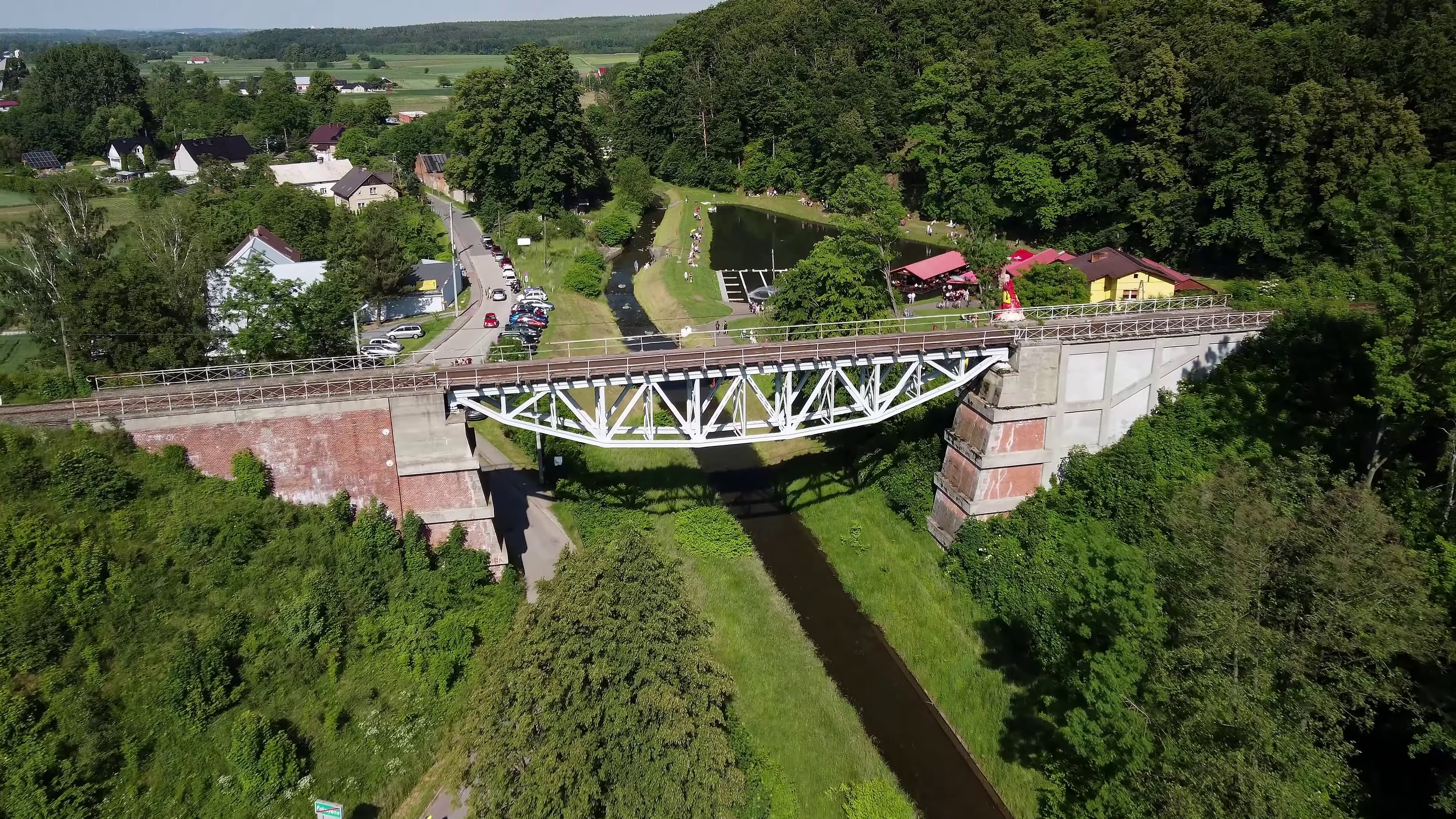
Eisenbahnviadukt 2022

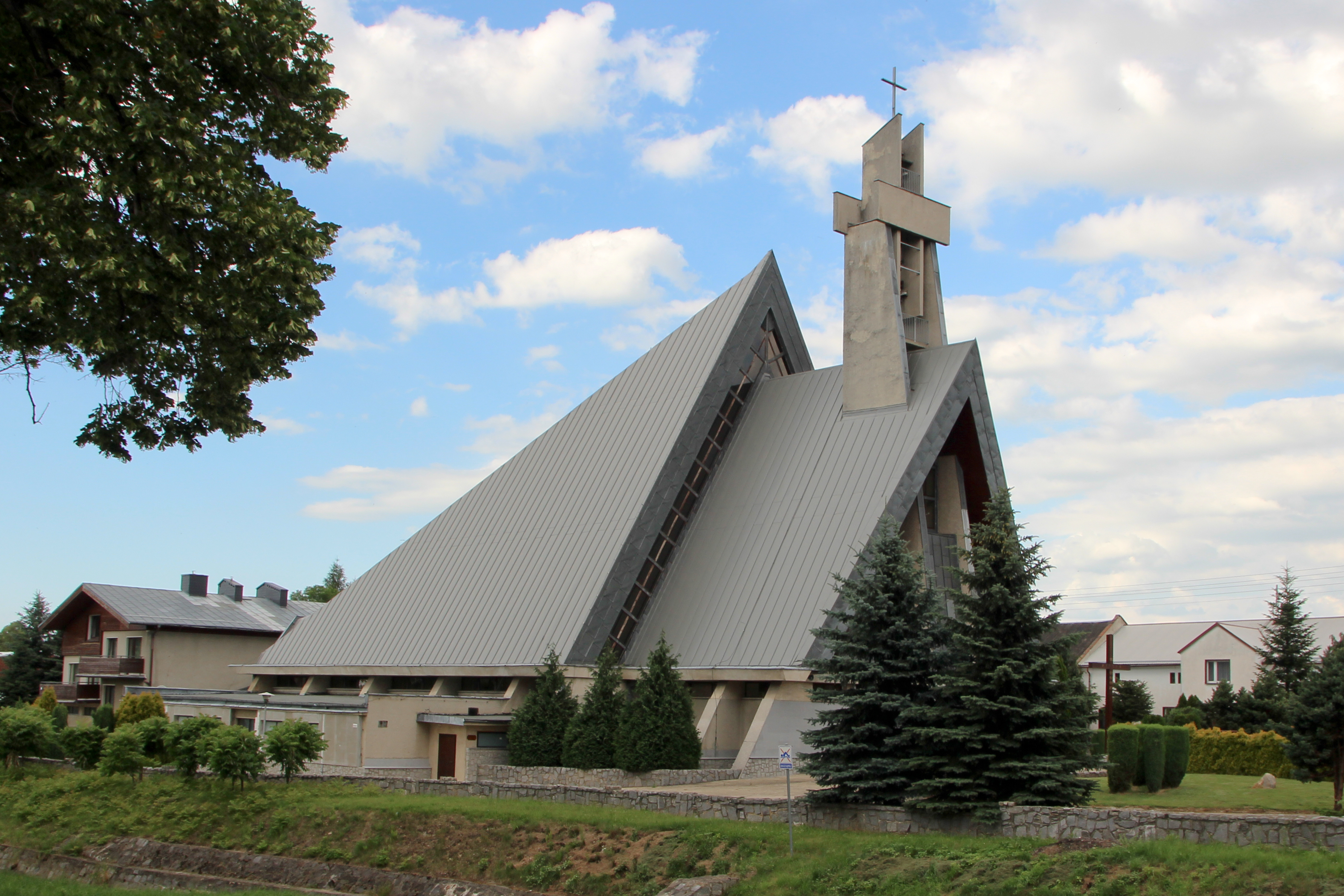
Kreuzerhöhungskirche

Langenbrück wurde in der zweiten Hälfte des 13. Jahrhunderts als Waldhufendorf angelegt und mit deutschen Kolonisten besiedelt. Erstmals erwähnt wurde der Ort im Jahr 1321. 1331 wird erstmals eine Kirche im Ort erwähnt. 1390 erfolgte eine Erwähnung als Longus Pons.
Während des Ersten Schlesischen Kriegs verweilte der preußische König Friedrich II. kurzzeitig in Langenbrück. Nach dem Ersten Schlesischen Krieg 1742 gelangte Langenbrück mit dem größten Teil Schlesiens an Preußen.
Nach der Neuorganisation der Provinz Schlesien gehörte die Landgemeinde Langenbrück ab 1816 zum Landkreis Neustadt O.S. im Regierungsbezirk Oppeln. 1845 bestanden im Dorf eine Erbscholtisei, eine katholische Pfarrkirche, eine katholische Schule, sechs Bleichen, vier Wassermühlen, sechs Webstühle, eine Wollspinnfabrik sowie weitere 297 Häuser. Im gleichen Jahr lebten in Langenbrück 1819 Menschen, davon 209 evangelisch. 1855 lebten 1707 Menschen in Langenbrück. 1865 bestanden im Ort 43 Bauer-, 64 Gärtner- und 174 Häuslerstellen sowie ein Vorwerk, vier Wassermühlen, eine Tuchfabrik, eine Schönfärberei, fünf Garnbleichen, sechs Schmieden, eine katholische Pfarrkirche sowie eine Schule. Die Tuchfabrik zählte Mitte des 19. Jahrhunderts zu den größten Tuchfabriken im Umkreis. Die dreiklassige katholische Schule wurde 1865 von 389 Schülern besucht. 1874 wurde der Amtsbezirk Langenbrück gegründet, welcher aus den Landgemeinden Langenbrück und Wildgrund und den Gutsbezirken Langenbrück und Wildgrund bestand. Erster Amtsvorsteher war der Mühlenbesitzer Joseph Bischoff. 1885 zählte Langenbrück 2190 Einwohner.
1903 zerstörte ein Hochwasser des Goldbachs große Teile des Dorfes. 1933 lebten in Langenbrück 1960 sowie 1939 1897 Menschen. Bis 1945 befand sich der Ort im Landkreis Neustadt O.S.
Spätabends am 17. März 1945 flohen die Einwohner von Langenbrück vor der heranrückenden Roten Armee. Durch Brandschatzung wurde die katholische Pfarrkirche zerstört. Ein Teil der Flüchtenden kehrte am 9. Mai wieder nach Langenbrück zurück. Im Juli und August 1945 besetzen polnische Siedler die Bauernhöfe in Langenbrück. Nachdem im Oktober 1945 bereits über 50 Jugendliche und Männer durch die polnische Miliz verschleppt worden waren, erfolgte am 1. Juli 1946 die Vertreibung der restlichen Deutschen, die eine Woche später in der Britischen Besatzungszone ankamen.
1945 kam der bisher deutsche Ort Langenbrück unter polnische Verwaltung und wurde in Moszczanka umbenannt und der Woiwodschaft Schlesien angeschlossen. 1950 kam der Ort zur Woiwodschaft Oppeln. 1999 kam der Ort zum Powiat Prudnicki.

## Sehenswürdigkeiten
- Die römisch-katholische Kreuzerhöhungskirche (poln. Kościół Podwyższenia Krzyża Świętego) wurde zwischen 1982 und 1988 erbaut.[3]
- Ruinen der alten Kreuzerhöhungskirche haben sich erhalten. Das Bauwerk entstand im 15. Jahrhundert und wurde 1945 durch einrückende sowjetische Soldaten zerstört.[1]*
- Kapelle aus dem Jahr 1827
- Evangelische Schule aus dem 19. Jahrhundert
- Wohnhaus aus dem Jahr 1810
- Eisenbahnviadukt

## Vereine
- Freiwillige Feuerwehr OSP Moszczanka
- Sportverein LZS Sudety Moszczanka

## Persönlichkeiten
- Johann Berger (1881–1970), deutscher Gewerkschafter und Kommunalpolitiker